# Дивизионный район ПВО
Дивизионный район ПВО - оперативно-тактическое соединение, входившее в состав Зоны ПВО в единой системе противовоздушной обороны страны.

## Назначение
Дивизионный район ПВО предназначен для обороны важнейших военно-политических и экономических объектов страны, войск и сил флота от удара с воздуха.

## Создание дивизионных районов
Впервые дивизионные районы ПВО в СССР были созданы перед Великой Отечественной войной в январе 1941 года Постановлением Совета народных комиссаров СССР.
В августе 1941 года управления Северной, Северо-Западной, Западной, Киевской и Южной зон ПВО были расформированы, а соединения и части этих зон подчинены непосредственно командованию соответствующих фронтов. Постановлением ГКО № 874сс «Об усилении и укреплении противовоздушной обороны территории Советского Союза» от 9 ноября 1941 года были расформированы остальные зоны ПВО в европейской части СССР. В Закавказье, Средней Азии, Забайкалье и на Дальнем Востоке зоны ПВО сохранялись до апреля 1945 года. Также этим постановлением образовывались 13 дивизионных районов ПВО:
| Наименование района                           | Наименование района                             |
| --------------------------------------------- | ----------------------------------------------- |
| Архангельский дивизионный район ПВО           | Воронежско-Борисоглебский дивизионный район ПВО |
| Горьковский дивизионный район ПВО             | Грозненский дивизионный район ПВО               |
| Казанский дивизионный район ПВО               | Краснодарский дивизионный район ПВО             |
| Куйбышевский дивизионный район ПВО            | Пензенский дивизионный район ПВО                |
| Рыбинско-Ярославский дивизионный район ПВО    | Ряжско-Тамбовский дивизионный район ПВО         |
| Саратовско-Балашовский дивизионный район ПВО  | Сталинградский дивизионный район ПВО            |
| Череповецко-Вологодский дивизионный район ПВО |                                                 |

Всего за годы Великой Отечественной войны в системе ПВО действовало 28 дивизионных районов ПВО. Как правило, дивизионные районы ПВО именовались:
- по географическому принципу, например, Северо-Кавказский или Уральский дивизионные районы ПВО;
- по названию основного (основных) населенного пункта, например, Астраханский, Воронежский или Ряжско-Тамбовский дивизионные районы.

## Переформирование дивизионных районов ПВО
В марте — апреле 1944 г. дивизионные районы ПВО были переименованы в дивизии ПВО, а в марте 1945 г. дивизии ПВО переформированы в бригадные районы ПВО.

## Состав дивизионного района
В состав дивизионного района включались:
- истребительная авиация,
- зенитная артиллерия,
- зенитные пулеметы,
- прожекторы,
- наблюдательные и радиолокационные посты воздушного наблюдения, оповещения и связи (ВНОС),
- аэростаты заграждения.

## Руководство
Руководство противовоздушной обороной в дивизионном районе ПВО возлагалось на командующего соответствующего дивизионного района ПВО. В СССР в начале Великой Отечественной войны было создано 13 дивизионных районов ПВО, руководство которыми осуществлял заместитель наркома обороны по ПВО — командующий Войсками ПВО территории
страны.